# Сергеевский сельский совет (Новотроицкий район)
Сергеевский сельский совет (укр. Сергіївська сільська рада) — входит в состав
Новотроицкого района
Херсонской области
Украины.
Административный центр сельского совета находится в 
с. Сергеевка
.

## История
- 1980 — дата образования.

## Населённые пункты совета
- с. Сергеевка
- с. Вознесенка